# Жак Мерін
Жак Рене́ Мері́н також Месрі́н (фр. Jacques René Mesrine; нар. 28 грудня 1936, Кліші — пом. 28 листопада 1979, Париж) — відомий французький злочинець, гангстер, був проголошений на початку 1970-их років «ворогом суспільства номер один». Скоював численні пограбування, вбивства в основному у Франції, але також у Квебеку та декількох інших європейських країнах. Завдяки зухвалим пограбуванням та неодноразовим втечам із в'язниці став широко відомим у Франції, давав інтерв'ю пресі та на телебаченні. У результаті спеціальної операції поліції був убитий у листопаді 1979 року у Парижі. Особа Жака Месріна знайшла відображення у численних книгах і декількох фільмах.